# Eumseong
Eumseong es un condado en Chungcheong del Norte, Corea del Sur. Tiene una población estimada, a fines de 2019, de 104,434 habitantes.

## Galería de imágenes

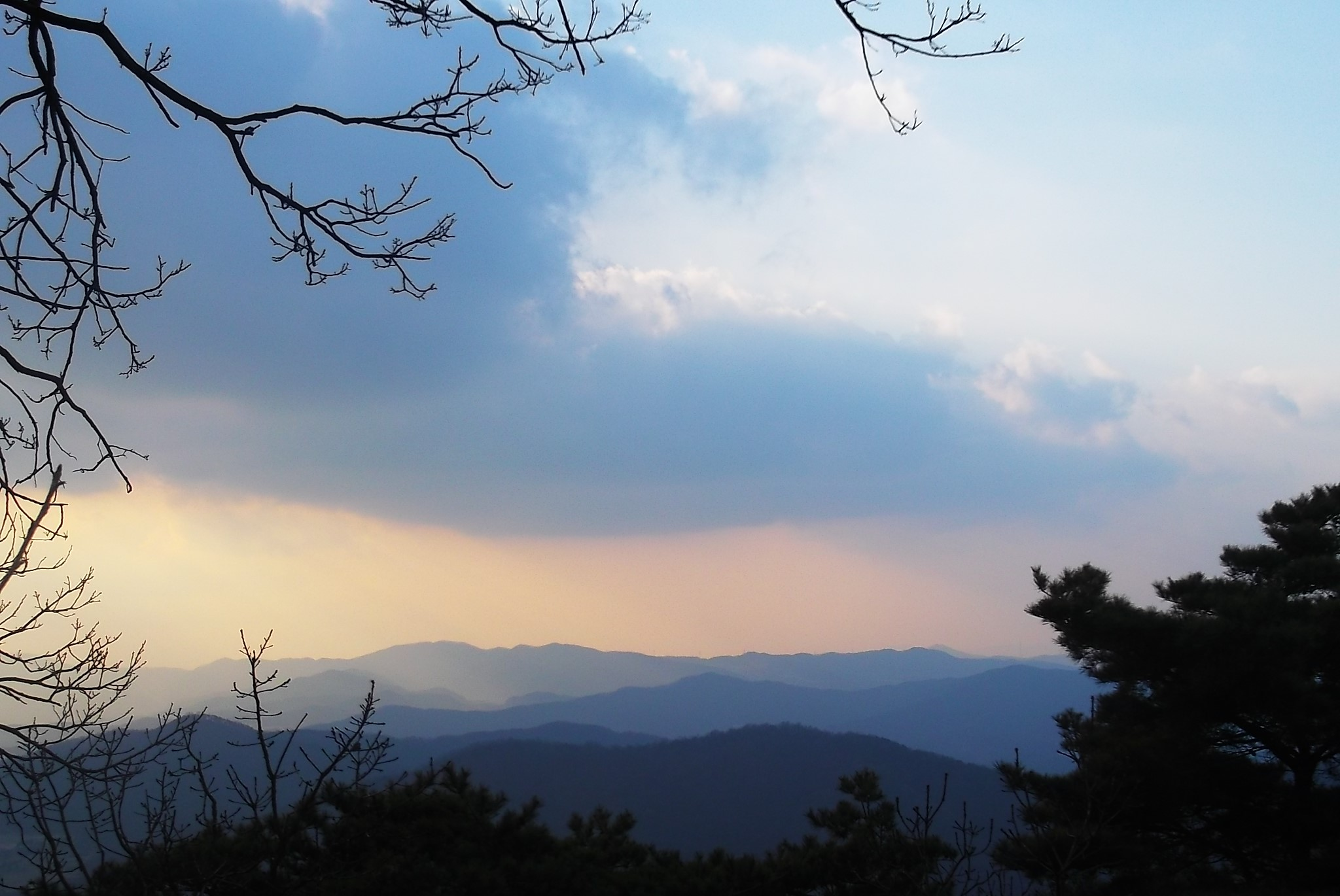
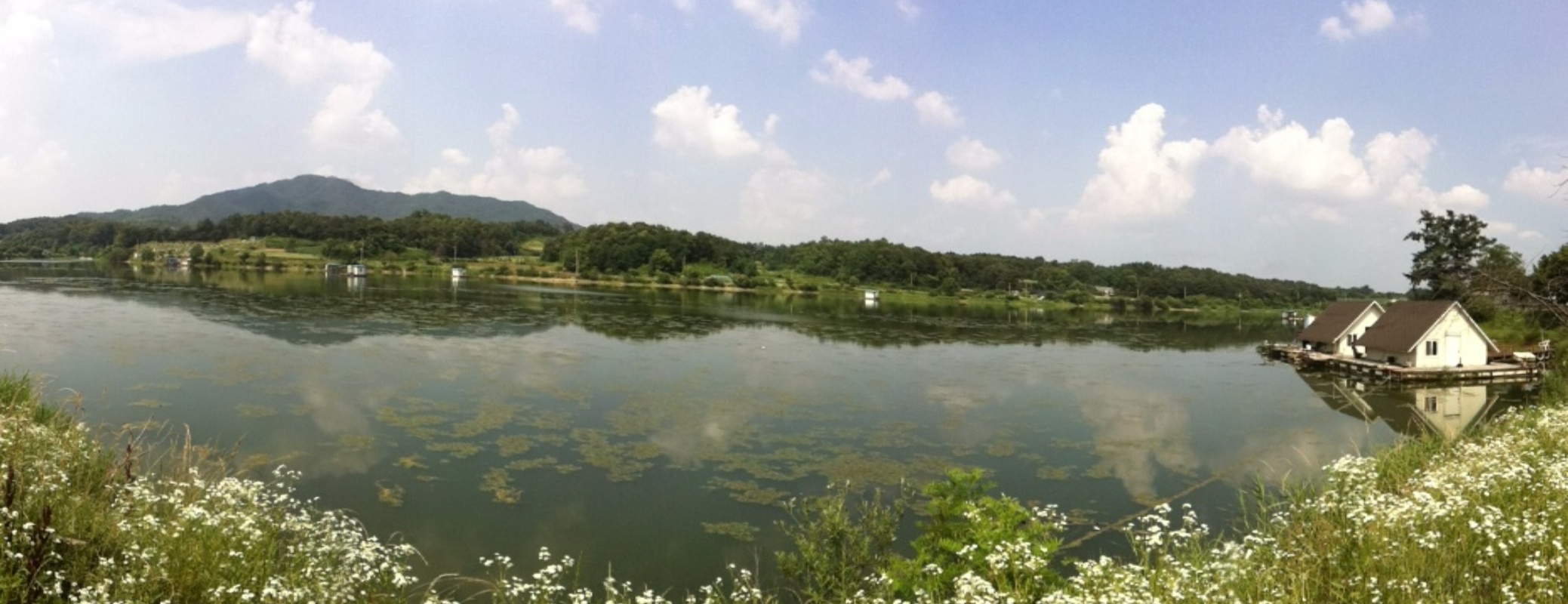
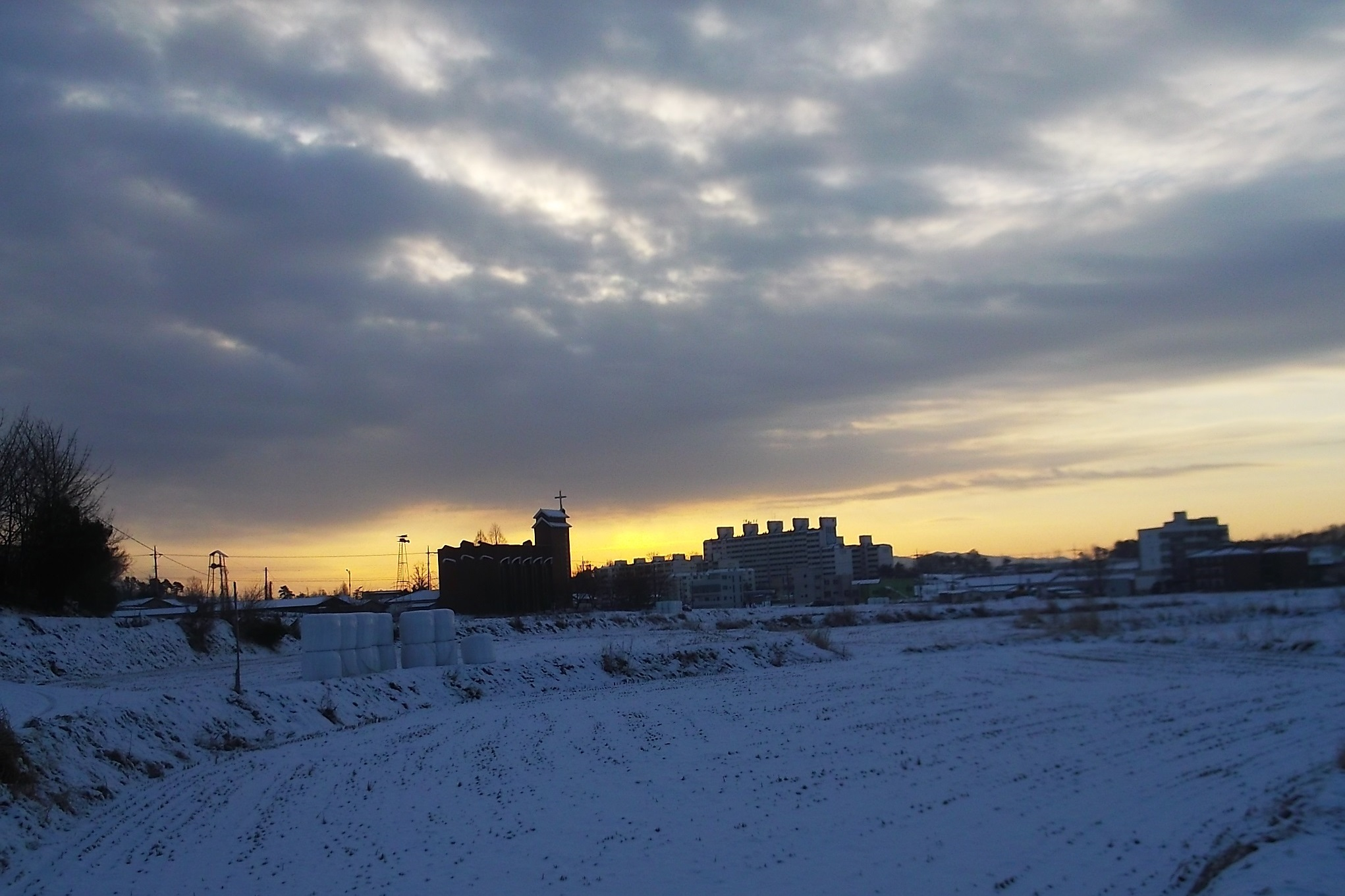

## Divisiones
| municipio       | Hangul | Hanja  | Área (km²) | Hogares | Población |
| --------------- | ------ | ------ | ---------- | ------- | --------- |
| Eumseong-eup    | 음성읍 | 陰城邑 | 86         | 7,814   | 19,002    |
| Geumwang-eup    | 금왕읍 | 金旺邑 | 71         | 8,839   | 22,602    |
| Soi-myeon       | 소이면 | 蘇伊面 | 49         | 1,545   | 3,302     |
| Weonnam-myeon   | 원남면 | 遠南面 | 65         | 1,548   | 3,286     |
| Maengdong-myeon | 맹동면 | 孟洞面 | 35         | 1,676   | 5,604     |
| Daeso-myeon     | 대소면 | 大所面 | 38         | 7,192   | 18,731    |
| Samseong-myeon  | 삼성면 | 三成面 | 51         | 3,902   | 9,410     |
| Saenggeuk-myeon | 생극면 | 笙極面 | 56         | 2,228   | 5,252     |
| Gamgok-myeon    | 감곡면 | 甘谷面 | 69         | 5,002   | 11,430    |
| Total           |        |        | 520        | 39,746  | 98,619    |